# شرکت صنعتی فراورده‌های شهرک چرمشهر
شرکت صنعتی فراورده‌های شهرک چرمشهر یک منطقهٔ مسکونی در ایران است که در دهستان مورچه خورت واقع شده‌است. شرکت صنعتی فراورده‌های شهرک چرمشهر ۱۰ نفر جمعیت دارد.